# Aquarius / Let the Sunshine
"Aquarius/Let the Sunshine In" (també coneguda com "The Age of Aquarius" o "Let the Sunshine In") és un popurri de dos cançons escrit pel musical de 1967  Hair  per James Rado & Gerome Ragni (lletra), i Galt MacDermot (música), tret com un single per The 5th Dimension. La cançó va arribar al número u durant sis setmanes als EUA al Billboard Hot 100 per senzills pop a la primavera de 1969. El single es va convertir en el primer popurri a encapçalar les classificacions pop americanes i va ser platí als EUA per la Recording Industry Association of America.
La cançó va arribar al lloc 57 al Billboard's "Greatest Songs of All Time."

## Història
Aquesta cançó va ser una de les més populars de 1969 a escala mundial, i en els Estats Units arribant a la primera posició al Billboard Hot 100 durant sis setmanes de l'abril i el maig) i a la classificació de la revista Billboard Adult Contemporary.
L'enregistrament va aconseguir el Premi Grammy del enregistament de l'Any i el Premi Grammy per la millor actuació per un Duo o Grup Pop amb Vocalista l'any 1970, després de la publicació de l'àlbum The Age of Aquarius per The 5th Dimension que també va sortir com un senzill de 7 polzades.
La lletra d'aquesta cançó es basava en la creença astrològica que el món estaria entrant aviat en l'"Edat d'Aquarius " una edat d'amor, llum, i humanitat a diferència de l'actual Edat de Piscis. Se suposava que aquest canvi tindria lloc a finals del segle XX; tanmateix els principals astròlegs difereixen àmpliament pel que fa a quan. Les seves dates s'estenen de 2062 a 2680.
"Aquarius/Let the Sunshine In" estava en el lloc trenta-tresè el 2004 a la llista AFI's 100 Years...100 Songs.

## Llista de cançons
| Cara | Títol                                     | Durada |
| ---- | ----------------------------------------- | ------ |
| A.   | "Pupurrí: Aquarius / Let the Sunshine In" | 4:50   |
| B.   | "Don'tcha Hear Me Callin' To Ya"          | 3:54   |

## Classificacions
| Llista (1969)                     | Punt més alt posició |
| --------------------------------- | -------------------- |
| Canada RPM Singles Chart          | 1                    |
| Dutch Top 40                      | 12                   |
| Swiss Singles Chart               | 4                    |
| UK Singles Chart                  | 11                   |
| U.S. Billboard Pop Singles        | 1                    |
| U.S. Billboard Adult Contemporary | 1                    |
| U.S. Billboard Black Singles      | 6                    |

## Versions
- Donna Summer, llavors Donna Gaines, va ser triada per la versió alemanya del musical el 1968.[7]
- Cilla Black enregistrava la cançó pel seu àlbum de 1969 Surround Yourself with Cilla.
- Engelbert Humperdinck va registrar una versió de la cançó al seu àlbum de 1969  Engelbert Humperdinck .
- Andy Williams va registrar una versió de la cançó en el seu àlbum Best of... .
- Diana Ross & The Supremes va registrar una versió de la cançó en el seu àlbum de 1969 Let the Sunshine In.
- The Undisputed Truth va registrar una versió anomenada "Aquarius" al seu LP de 1971.
- Charles Earland, intèrpret de jazz, va registrar una versió d'aquesta cançó en el seu album Black Talk.
- George Shearing, pianista, enregistrava una versió de la cançó el 1974 a l'àlbum The Way We Are.
- La banda holandesa de Pop-gabber Party Animals va incloure "Aquarius" al seu àlbum Good Vibrations el 1996. El single va tenir el certificat de Platí[8] i es va situar al número u durant tres setmanes.[9]
- "Let the Sunshine In" va ser inclòs pel grup suec Army of Lovers en el seu àlbum del 2000, Le Grand Docu-Soap. La seva versió també incloïa la majoria de les lletres originals (amb alguns canvis) realitzades com a pseudo-rap pel membre del grup Dominika Peczynski.
- Lightspeed Champion va incloure la cançó en el seu EP especial Domino Records. La pista surt com "The Flesh Failures".[10]
- Brian Auger, Julie Driscoll i the Trinity van enregistrar aquesta cançó al seu àlbum The Best Of Julie Driscoll, Brian Auger & The Trinity (1970).
- La cantant austríaca Marianne Mendt va enregistrar una versió en llengua alemanya d'"Aquarius" sobre la Ciutat de Viena el 1970 titulada "Der Wasserkopf (Aquarius)".